# Agustín Parrado y García
Agustín Parrado y García (ur. 5 października 1872 w Fuensaldaña w archidiecezji Walencja, zm. 8 października 1946 w Grenadzie) – hiszpański duchowny katolicki, kardynał, arcybiskup Grenady.

## Życiorys
Po ukończeniu seminarium duchownego w Valladolid 21 września 1895 roku przyjął święcenia kapłańskie i pracował kolejno jako; wykładowca w seminarium duchownym w Valladolid i na Papieskim Uniwersytecie w Valladolid; wicerektor seminarium duchownego w Valladolid; dyrektor diecezjalnej gazety w Astorga. 20 maja 1925 roku Pius XI mianował go biskupem Palencia a sakrę biskupią przyjął 16 września 1925 roku w katedrze w Salamance. 4 kwietnia 1934 roku został przeniesiony na stolicę metropolitalną w Grenadzie. Na konsystorzu 18 lutego 1946 roku papież Pius XII wyniósł go do godności kardynalskiej z tytułem prezbitera S. Augustini. Zmarł 8 października 1946 roku w Grenadzie i pochowano go w archikatedrze metropolitalnej w Grenadzie.